# Sonic the Hedgehog (films dérivés)
Cet article concerne les films dérivés. Pour la série de jeux vidéo, voir Sonic the Hedgehog. Pour les séries télévisées, voir Sonic the Hedgehog (séries télévisées). Pour les bandes dessinées, voir Sonic the Hedgehog (bandes dessinées).
Pour les articles homonymes, voir Sonic the Hedgehog (homonymie).
 Pour plus de détails, voir Fiche technique et Distribution
Les films Sonic the Hedgehog (Sonic le hérisson) sont, comme les séries télévisées et les bandes dessinées, des aventures distinctes de la plupart des jeux vidéo Sonic mettent en scène Sonic.
La franchise cinématographique comprend cinq films d'animation et trois films en prises de vues réelles.

## Origine des films
Dans les années 90, Sega établit une stratégie marketing autour des personnages de ses jeux vidéo ayant le plus marché en développant des idées. À la suite du succès mondial rencontré par Sonic, le personnage devient la vedette de nombreux produits, dont des films, séries télévisées, bandes dessinées, romans, livres, disques musicaux, figurines et autres produits dérivés réalisés par des divisions de la société japonaise, ou commandés par elles, sur différents continents.

## Liste de films

### Films d'animation
- 1996 : Sonic the Hedgehog: The Movie, anime en deux parties réalisé par Kazunori Ikegami ;
- 1997 : Sonic the Animation, anime réalisé par TMS Entertainment ;
- 2008 : Sonic: Night of the Werehog, film d'animation muet en 3D réalisé par Takashi Nakashima, chez Sonic Team[2] ;
- 2019 : Chao In Space, Holiday special commandé à Sega par CBS, réalisé par Tyson Hesse.
- 2024 : A Very Sonic Christmas, court-métrage d'animation en volume de 2 minutes réalisé par David H. Brooks et sorti le 11 décembre 2024 aux États-Unis, visant à promouvoir Sonic 3, le film, avec les voix de Ben Schwartz (Sonic), Idris Elba (Knuckles et Keanu Reeves (Shadow)[3].

### Films en prises de vues réelles
Après l'annonce de Sonic 3, le film en 2022, le producteur des films a annoncé la création d'un univers cinématographique sur Sonic, appelé Sonic Cinematic Universe,, qui comprend les films suivants :
- 2020 : Sonic, le film, réalisée par Jeff Fowler ;
- 2022 : Sonic 2, le film, réalisée par Jeff Fowler ;
- 2024 : Sonic 3, le film, réalisée par Jeff Fowler ;
- 2027 : Sonic 4, le film, réalisée par Jeff Fowler.

#### Distribution
|                                  | Sonic cinematic universe                                                          | Sonic cinematic universe                                          | Sonic cinematic universe                                          |
| Personnages                      | Sonic, le film (2020)                                                             | Sonic 2, le film (2022)                                           | Sonic 3, le film (2024)                                           |
| -------------------------------- | --------------------------------------------------------------------------------- | ----------------------------------------------------------------- | ----------------------------------------------------------------- |
| Sonic                            | Ben Schwartz (voix et capture de mouvement) (VF : Malik Bentalha)                 | Ben Schwartz (voix et capture de mouvement) (VF : Malik Bentalha) | Ben Schwartz (voix et capture de mouvement) (VF : Malik Bentalha) |
| Dr. Ivo « Eggman » Robotnik      | Jim Carrey (VF : Emmanuel Curtil)                                                 | Jim Carrey (VF : Emmanuel Curtil)                                 | Jim Carrey (VF : Emmanuel Curtil)                                 |
| Thomas Michael « Tom » Wachowski | James Marsden (VF : Damien Boisseau)                                              | James Marsden (VF : Damien Boisseau)                              | James Marsden (VF : Damien Boisseau)                              |
| Maddie Wachowski                 | Tika Sumpter (VF : Déborah Claude)                                                | Tika Sumpter (VF : Déborah Claude)                                | Tika Sumpter (VF : Déborah Claude)                                |
| Rachel                           | Natasha Rothwell (en) (VF : Anne Mathot)                                          | Natasha Rothwell (en) (VF : Anne Mathot)                          | Natasha Rothwell (VF : Anne Mathot) (hologramme)                  |
| Wade Whipple                     | Adam Pally (VF : Eilias Changuel)                                                 | Adam Pally (VF : Eilias Changuel)                                 | Adam Pally (VF : Eilias Changuel)                                 |
| Tails                            | Colleen O'Shaughenessy (voix, scène post-générique) (VF : Marie-Eugénie Maréchal) | Colleen O'Shaughenessy (voix) (VF : Marie-Eugénie Maréchal)       | Colleen O'Shaughenessy (voix) (VF : Marie-Eugénie Maréchal)       |
| Knuckles                         |                                                                                   | Idris Elba (voix et capture de mouvement) (VF : Frantz Confiac)   | Idris Elba (voix et capture de mouvement) (VF : Frantz Confiac)   |
| Général Walters                  | Tom Butler (VF : Michel Dodane)                                                   | Tom Butler (VF : Michel Dodane)                                   | Tom Butler (VF : Michel Dodane)                                   |
| Agent Rock                       | Lee Majdoub (en) (VF : Jérémy Prévost)                                            | Lee Majdoub (en) (VF : Jérémy Prévost)                            | Lee Majdoub (en) (VF : Jérémy Prévost)                            |
| Longclaw la chouette             | Donna Jay Fulks (voix) (VF : Françoise Cadol)                                     | Donna Jay Fulks (voix) (VF : Françoise Cadol)                     | Caméo                                                             |
| Randall                          |                                                                                   | Shemar Moore (VF : David Krüger)                                  | Shemar Moore (VF : David Krüger)(hologramme)                      |
| Shadow                           |                                                                                   | Caméo                                                             | Keanu Reeves (voix) (VF : Jean-Pierre Michaël)                    |
| Maria                            |                                                                                   |                                                                   | Alyla Brown (en) (VF : Lior Chabbat)                              |
| Gerald Robotnik                  |                                                                                   |                                                                   | Jim Carrey (VF : Emmanuel Curtil)                                 |

## Caméos
Sonic fait également des apparitions dans les films suivants :
- 1993 : Hocus Pocus (un enfant est déguisé en Sonic dans une scène)[réf. nécessaire] ;
- 2012 : Les Mondes de Ralph (Sonic et Eggman font partie du casting et apparaissent sur l'affiche du film)[6],[7] ;
- 2013 : BoOzy' OS et la Gemme de Cristal (le héros se transforme en OSmic the Hedgeh' OS et traverse la Cristal Gem Zone ou Zone de la Gemme de Cristal ; les musiques s'inspirent notamment de celles des jeux sortis sur Mega Drive)[8] ;

- 2018 : Ready Player One (Sonic est utilisé comme avatar dans l'Oasis ; il apparaît également dans la bataille finale)[9] ;
- 2018 : Ralph 2.0[10] ;
- 2022 : Tic et Tac, les rangers du risque (Sonic du film de 2020 apparaît sous son premier design dans une scène où il signe des dédicaces ; il s'appelle Ugly Sonic, ce qui fait référence aux plaintes qu'il a reçues sur internet. Il revient plus tard pour sauver Tic et Tac en tant qu'agent du FBI, probablement en référence au métier de policier de Tom Wachowski)[11] ;
- 2023 : Transformers: Rise of the Beasts (Sonic et Tails sont utilisés comme noms de code)[12].